# Eduard Thelen
Eduard Thelen, född den 7 september 1946 i Köln, Tyskland, är en västtysk landhockeyspelare.
Han tog OS-guld i herrarnas landhockeyturnering i samband med de olympiska sommarspelen 1972 i München.